# Лицанело (Лече)
Лицанело (итал. Lizzanello) је насеље у Италији у округу Лече, региону Апулија.
Према процени из 2011. у насељу је живело 6115 становника. Насеље се налази на надморској висини од 42 м.

## Становништво
Према резултатима пописа становништва 2011. у општини је живело 11.549 становника.
| 1931. | 1936. | 1951. | 1961. | 1971. | 1981. | 1991. | 2001.  | 2011.  |
| ----- | ----- | ----- | ----- | ----- | ----- | ----- | ------ | ------ |
| 4.917 | 5.387 | 6.083 | 6.882 | 7.655 | 8.604 | 9.321 | 10.161 | 11.549 |